# Турнаево
Турнаево — село в Болотнинском районе Новосибирской области. Входит в состав Дивинского сельсовета.
Село расположено в 15 километрах к северо-востоку от города Болотное, в котором есть станция на Транссибирской магистрали, в 2 километрах от границы с Кемеровской областью, на берегу реки Сосновка. На реке Сосновка рядом с селом сооружён пруд.

## История
По легенде своё название село ведёт от разбойника Турнаева, совершавшего в конце XIX века набеги на Томский тракт. Само село основано в 1888 году. До него на современной территории села существовала маленькая деревня Новопокровка.

## Население
| 1996 | 2002 | 2004 | 2007 | 2010 |
| ---- | ---- | ---- | ---- | ---- |
| 301  | ↘292 | ↗293 | ↗311 | ↘271 |

В селе по данным на 1996 год проживал 301 человек, Турнаево занимало 23 место по численности населения среди всех населённых пунктов Болотнинского района. По данным на 2004 год население сократилось до 293 человек, из которых 160 — пенсионеры.
В период расцвета в селе было 600 дворов, на начало XXI века осталось менее сотни.
По данным на 2001 год 40 % семей Турнаево относились к категории неблагополучных.

## Образование
В селе функционируют общеобразовательная школа (73 ученика по данным на 2004 год), Серафимо-Никольская школа традиционной русской культуры (открыта в 1996 году).

## Достопримечательности

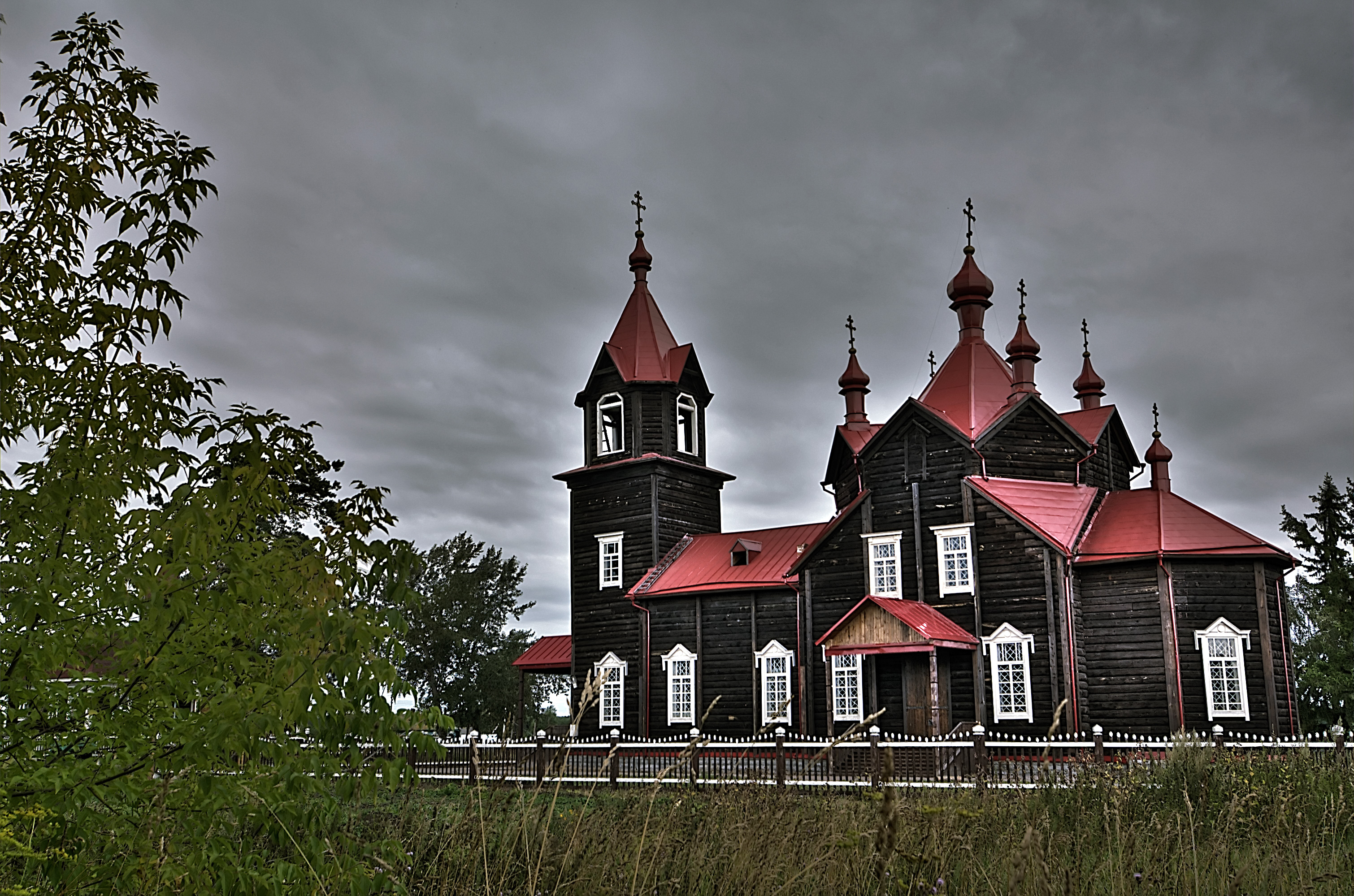

Главной достопримечательностью села, известной далеко за его пределами, является храм Святого Серафима Саровского. Однопрестольный деревянный храм заложен в 1912 году, освящён в 1914 году. Храм стал первым в Сибири, названным во имя святого Серафима. Средства для строительства выделили прихожане, купец Блинов и государственная казна. Высота храма — 29 метров, имеет 7 куполов. Храм строил артель плотников из Перми. Звон колоколов храма был слышен за много вёрст. Утверждается, что храм построен без единого гвоздя.
По архитектуре храм напоминает храмы с острова Кижи. В каталоге «Памятники истории, архитектуры и монументального искусства Новосибирской области» говорится, что храм построен
...в русском стиле второй половины XIX — начала XX века с лаконичным декором и монументальными формами объемно-планировочного построения, отличается выразительным силуэтом и гармоничностью пропорций.
В 1937 году настоятель, староста и псаломщик отказались передать храм властям и были расстреляны. Храм был закрыт, в дальнейшем в нём размещались склад и зернохранилище. В 1980-е годы храм объявлен памятником архитектуры, начались предварительные работы по реконструкции. В 1989 году храм передан в ведение Новосибирской епархии. Первая литургия с момента закрытия отслужена в июле 2000 года. С 2000 года ежегодно в селе проходит Серафимо-Турнаевский крестный ход, в котором принимают участие паломники из Новосибирской, Томской и Кемеровской областей. Крестный ход начинается в райцентре, городе Болотное.
По данным экспертов на 1999 год разрушение храма составляло более 50 процентов. В 2007 году губернатором Новосибирской области Виктором Толоконским подписано распоряжение о проведении ремонтно-реставрационных работ.
- Ещё одной достопримечательностью села является хорошо сохранившийся дом купца Баннова.[2]

- В четырёх километрах от села находится один из крупнейших в Сибири антенных комплексов — передатчик системы дальней радионавигации РСДН-20, антенны которого видны с расстояния до 10 км.